# Grand Prix Ruska 2021
Grand Prix Ruska 2021 (oficiálně Formula 1 VTB Russian Grand Prix 2021) se jela na okruhu Sochi Autodrom v Soči v Rusku dne 26. září 2021. Závod byl patnáctým v pořadí v sezóně 2021 šampionátu Formule 1.

## Kvalifikace
| Poř.                       | No. | Jezdec             | Konstruktér               | Časy v kvalifikaci | Časy v kvalifikaci | Časy v kvalifikaci | Pořadí na startu |
| Poř.                       | No. | Jezdec             | Konstruktér               | Q1                 | Q2                 | Q3                 | Pořadí na startu |
| -------------------------- | --- | ------------------ | ------------------------- | ------------------ | ------------------ | ------------------ | ---------------- |
| 1                          | 4   | Lando Norris       | McLaren-Mercedes          | 1:47.238           | 1:45.827           | 1:41.993           | 1                |
| 2                          | 55  | Carlos Sainz Jr.   | Ferrari                   | 1:47.924           | 1:46.521           | 1:42.510           | 2                |
| 3                          | 63  | George Russell     | Williams-Mercedes         | 1:48.303           | 1:46.435           | 1:42.983           | 3                |
| 4                          | 44  | Lewis Hamilton     | Mercedes                  | 1:45.992           | 1:45.129           | 1:44.050           | 4                |
| 5                          | 3   | Daniel Ricciardo   | McLaren-Mercedes          | 1:48.345           | 1:46.361           | 1:44.156           | 5                |
| 6                          | 14  | Fernando Alonso    | Alpine-Renault            | 1:47.877           | 1:45.514           | 1:44.204           | 6                |
| 7                          | 77  | Valtteri Bottas    | Mercedes                  | 1:46.396           | 1:45.306           | 1:44.710           | 16               |
| 8                          | 18  | Lance Stroll       | Aston Martin-Mercedes     | 1:48.322           | 1:46.360           | 1:44.956           | 7                |
| 9                          | 11  | Sergio Pérez       | Red Bull Racing-Honda     | 1:46.455           | 1:45.834           | 1:45.337           | 8                |
| 10                         | 31  | Esteban Ocon       | Alpine-Renault            | 1:48.099           | 1:46.070           | 1:45.865           | 9                |
| 11                         | 5   | Sebastian Vettel   | Aston Martin-Mercedes     | 1:47.205           | 1:46.573           |                    | 10               |
| 12                         | 10  | Pierre Gasly       | AlphaTauri-Honda          | 1:47.828           | 1:46.641           |                    | 11               |
| 13                         | 22  | Júki Cunoda        | AlphaTauri-Honda          | 1:48.854           | 1:46.751           |                    | 12               |
| 14                         | 6   | Nicholas Latifi    | Williams-Mercedes         | 1:48.252           | Bez času           |                    | 18               |
| 15                         | 16  | Charles Leclerc    | Ferrari                   | 1:48.470           | Bez času           |                    | 19               |
| 16                         | 7   | Kimi Räikkönen     | Alfa Romeo Racing-Ferrari | 1:49.586           |                    |                    | 13               |
| 17                         | 47  | Mick Schumacher    | Haas-Ferrari              | 1:49.830           |                    |                    | 14               |
| 18                         | 99  | Antonio Giovinazzi | Alfa Romeo Racing-Ferrari | 1:51.023           |                    |                    | 17               |
| 19                         | 9   | Nikita Mazepin     | Haas-Ferrari              | 1:53.764           |                    |                    | 15               |
| 20                         | 33  | Max Verstappen     | Red Bull Racing-Honda     | Bez času           |                    |                    | 20               |
| 107% času vítěze: 1:53.411 |     |                    |                           |                    |                    |                    |                  |
| Zdroj:                     |     |                    |                           |                    |                    |                    |                  |

Poznámky
1. ↑  Valtteri Bottas obdržel trest posunu o 15 míst vzad za překročení počtu povolených pohonných jednotek.
2. ↑  Nicholas Latifi musel startovat z konce startovního roštu, protože překročil počet povolených pohonných jednotek.
3. ↑  Charles Leclerc musel startovat z konce startovního roštu, protože překročil počet povolených pohonných jednotek.
4. ↑  Antonio Giovinazzi obdržel trest posunu o 5 míst vzad za neplánovanou výměnu převodovky.
5. ↑  Max Verstappen obdržel trest posunu o 3 místa vzad za zavinění kolize v předchozím závodě. Zároveň musel startovat z konce startovního roštu, protože překročil počet povolených pohonných jednotek.
6. ↑  Pravidlo 107 % neplatilo, jelikož se jela kvalifikace za mokrých podmínek.

## Závod
| Poř.                                                                      | No. | Jezdec             | Konstruktér               | Počet kol | Čas/Odstoupení      | Pořadí na startu | Body |
| ------------------------------------------------------------------------- | --- | ------------------ | ------------------------- | --------- | ------------------- | ---------------- | ---- |
| 1                                                                         | 44  | Lewis Hamilton     | Mercedes                  | 53        | 1:30:41.001         | 4                | 25   |
| 2                                                                         | 33  | Max Verstappen     | Red Bull Racing-Honda     | 53        | +53.271             | 20               | 18   |
| 3                                                                         | 55  | Carlos Sainz Jr.   | Ferrari                   | 53        | +1:02.475           | 2                | 15   |
| 4                                                                         | 3   | Daniel Ricciardo   | McLaren-Mercedes          | 53        | +1:05.607           | 5                | 12   |
| 5                                                                         | 77  | Valtteri Bottas    | Mercedes                  | 53        | +1:07.533           | 16               | 10   |
| 6                                                                         | 14  | Fernando Alonso    | Alpine-Renault            | 53        | +1:21.321           | 6                | 8    |
| 7                                                                         | 4   | Lando Norris       | McLaren-Mercedes          | 53        | +1:27.224           | 1                | 7    |
| 8                                                                         | 7   | Kimi Räikkönen     | Alfa Romeo Racing-Ferrari | 53        | +1:28.955           | 13               | 4    |
| 9                                                                         | 11  | Sergio Pérez       | Red Bull Racing-Honda     | 53        | +1:30.076           | 8                | 2    |
| 10                                                                        | 63  | George Russell     | Williams-Mercedes         | 53        | +1:40.551           | 3                | 1    |
| 11                                                                        | 18  | Lance Stroll       | Aston Martin-Mercedes     | 53        | +1:56.198           | 7                |      |
| 12                                                                        | 5   | Sebastian Vettel   | Aston Martin-Mercedes     | 52        | +1 kolo             | 10               |      |
| 13                                                                        | 10  | Pierre Gasly       | AlphaTauri-Honda          | 52        | +1 kolo             | 11               |      |
| 14                                                                        | 31  | Esteban Ocon       | Alpine-Renault            | 52        | +1 kolo             | 9                |      |
| 15                                                                        | 16  | Charles Leclerc    | Ferrari                   | 52        | +1 kolo             | 19               |      |
| 16                                                                        | 99  | Antonio Giovinazzi | Alfa Romeo Racing-Ferrari | 52        | +1 kolo             | 17               |      |
| 17                                                                        | 22  | Júki Cunoda        | AlphaTauri-Honda          | 52        | +1 kolo             | 12               |      |
| 18                                                                        | 9   | Nikita Mazepin     | Haas-Ferrari              | 51        | +2 kola             | 15               |      |
| 19                                                                        | 6   | Nicholas Latifi    | Williams-Mercedes         | 47        | Poškození po nehodě | 18               |      |
| Ret                                                                       | 47  | Mick Schumacher    | Haas-Ferrari              | 32        | Únik oleje          | 14               |      |
| Nejrychlejší kolo: Lando Norris (McLaren-Mercedes) – 1:37.423 (v kole 39) |     |                    |                           |           |                     |                  |      |
| Zdroj:                                                                    |     |                    |                           |           |                     |                  |      |

Poznámky
1. ↑  Lando Norris získal jeden bod za zajetí nejrychlejšího kola.
2. ↑  Lance Stroll obdržel trest přičtení 10 sekund k času v cíli za zavinění kolize s Pierrem Gaslym.
3. ↑  Nicholas Latifi odstoupil ze závodu, ale byl klasifikován, protože odjel více než 90 % délky závodu.

## Průběžné pořadí po závodě
Pohár jezdců
|        | Pořadí | Jezdec          | Body  |
| ------ | ------ | --------------- | ----- |
| 1      | 1      | Lewis Hamilton  | 246,5 |
| 1      | 2      | Max Verstappen  | 244,5 |
|        | 3      | Valtteri Bottas | 151   |
|        | 4      | Lando Norris    | 139   |
|        | 5      | Sergio Pérez    | 120   |
| Zdroj: |        |                 |       |

Pohár konstruktérů
|        | Pořadí | Konstruktér      | Body  |
| ------ | ------ | ---------------- | ----- |
|        | 1      | Mercedes         | 397,5 |
|        | 2      | Red Bull-Honda   | 364,5 |
|        | 3      | McLaren–Mercedes | 234   |
|        | 4      | Ferrari          | 216,5 |
|        | 5      | Alpine–Renault   | 103   |
| Zdroj: |        |                  |       |